# 阿祖伦
阿祖伦是葡萄牙布拉加区的一个堂区。总面积2.41平方公里，总人口8151人，人口密度3382.2人/平方公里。